# Combat de Marquain
Première Coalition
Batailles
Le  Combat de Marquain  est un combat ayant opposé le Saint-Empire et la France à Marquain, dans les Pays-Bas autrichiens (Belgique), le 29 avril 1792, pendant la Révolution française.

## Préambule
Après que le maréchal Biron a échoué dans ses entreprises contre Quiévrain et Mons, le maréchal de camp Théobald Dillon faisait en même temps une tentative semblable sur Tournai, dont l'issue s'avéra encore plus malheureuse.

Sorti de Lille, avec 10 escadrons, 6 bataillons, et 6 canons, il rencontre le général-major du Saint-Empire Louis-François de Civalart, Comte d'Happoncourt, campé sur les hauteurs de Marquain avec 3 000 hommes.

Les éclaireurs des Impériaux attaquèrent assez fortement les avant-gardes françaises indiquant que le général de l'Empire souhaitait un engagement général. Cependant Dillon avait reçu l'ordre d'éviter toute espèce de combat,

## La bataille
Dillon voyant l'ennemi s'ébranler pour venir à sa rencontre, donne l'ordre de retraite conformément aux ordres reçus lui ordonnant d'éviter les combats.

Quelques signes d'insubordination qui s'étaient manifestés parmi ses soldats depuis son départ de Lille, lui prouvant qu'il devait peu compter sur eux, rendaient cette mesure encore plus nécessaire.

Au premier mouvement rétrograde que font les Français, l'ennemi tire au hasard quelques coups de canon, dont les boulets n'atteignent même pas les derniers de l'armée de Dillon. Cependant la défiance des soldats envers ses généraux était telle, que comme à Quiévrain une terreur panique s'empare des escadrons qui couvraient la retraite.

Au bruit du canon, qui tonne vainement derrière eux, il se prennent d'épouvante et se jettent sur l'infanterie en criant : « Sauve qui peut, nous sommes trahis. » Ce mouvement et ces cris répandent la confusion dans les troupes françaises. 4 canons, leurs caissons, les bagages sont abandonnés par les charretiers et l'armée entière se jette pêle-mêle sur la chaussée, fuyant vers Baisieux.

Le général Theobald de Dillon tente en vain de rallier les fuyards avant que l'ennemi ne les atteigne. Des cris tumultueux et des insultes sont proférés à l'encontre du général qui est atteint par un coup de pistolet d'un de ses soldats. 

C'est alors que les Impériaux surviennent. C'est l'alarme générale, la panique, c'est une cohue de troupes totalement désorganisées qui traverse Baisieux continuant à fuir précipitamment vers Lille.

À peine sont-elles arrivées dans la ville qu'il se forme au niveau de la porte de Fives, un rassemblement considérable de soldats des différents régiments composant la garnison.

Le colonel du génie Pierre-François Berthois, sieur de La Rousselière, second du général Dillon, est arrêté par les soldats dominés par une fureur aveugle, qui le pendent à l'un des créneaux de la place puis le mettent en pièce puis égorgent 3 ou 4 prisonniers ennemis. Le général Dillon, blessé, qui rentrait dans une voiture est massacré à coup de fusil et de baïonnette. Les soldats arrachent ensuite son cadavre de la voiture, le trainent dans les rues jusqu'à la Grand Place ou ils le jettent dans un feu allumé avec les enseignes de plusieurs auberges voisines.
Arthur Dillon, frère de Théobald Dillon, vint porter plainte auprès de l'Assemblée. Les assassins furent punis et la veuve du général obtint une pension pour élever ses enfants.